# Théodore Ascidas
 (février 2012).
Si vous disposez d'ouvrages ou d'articles de référence ou si vous connaissez des sites web de qualité traitant du thème abordé ici, merci de compléter l'article en donnant les références utiles à sa vérifiabilité et en les liant à la section « Notes et références ».
Théodore de Césarée, dit Ascidas ou Theodoros Askidas, fut un théologien byzantin origéniste.

## Biographie
Moine de la Nouvelle Laure de Jérusalem, il vint à Constantinople vers 535 pour y défendre les thèses origénistes.
Nommé évêque de Césarée de Cappadoce en 537, il fut chargé avec le théologien Léonce de Byzance par l'empereur Justinien, qui cherchait à apaiser les querelles religieuses de l'Empire byzantin, de trouver une formule christologique qui pût rallier les monophysites. Théodore et Léonce entreprirent donc de critiquer les thèses de l'école d'Antioche, que les monophysites considéraient comme nestoriennes. Ces thèses étaient résumées par les « Trois Chapitres », composés des écrits de Théodore de Mopsueste, d'Ibas d'Édesse et de Théodoret de Cyr.
En 544, il persuada Justinien de dénoncer ces Trois Chapitres, mais le pape Vigile refusa obstinément de s'associer à cette condamnation, qui lui paraissait porter atteinte aux décisions du concile de Chalcédoine, et finit par excommunier Théodore.
Au deuxième concile de Constantinople de 553, Théodore fit amende honorable et présenta une formule de conciliation dite « enhypostasie », qui maintenait que la personne humaine du Christ, quoique complète, n'avait pas d'identité propre mais trouvait son plein achèvement dans la personne divine. Il ne put empêcher cependant le concile de condamner partiellement l'origénisme.